# Hilván

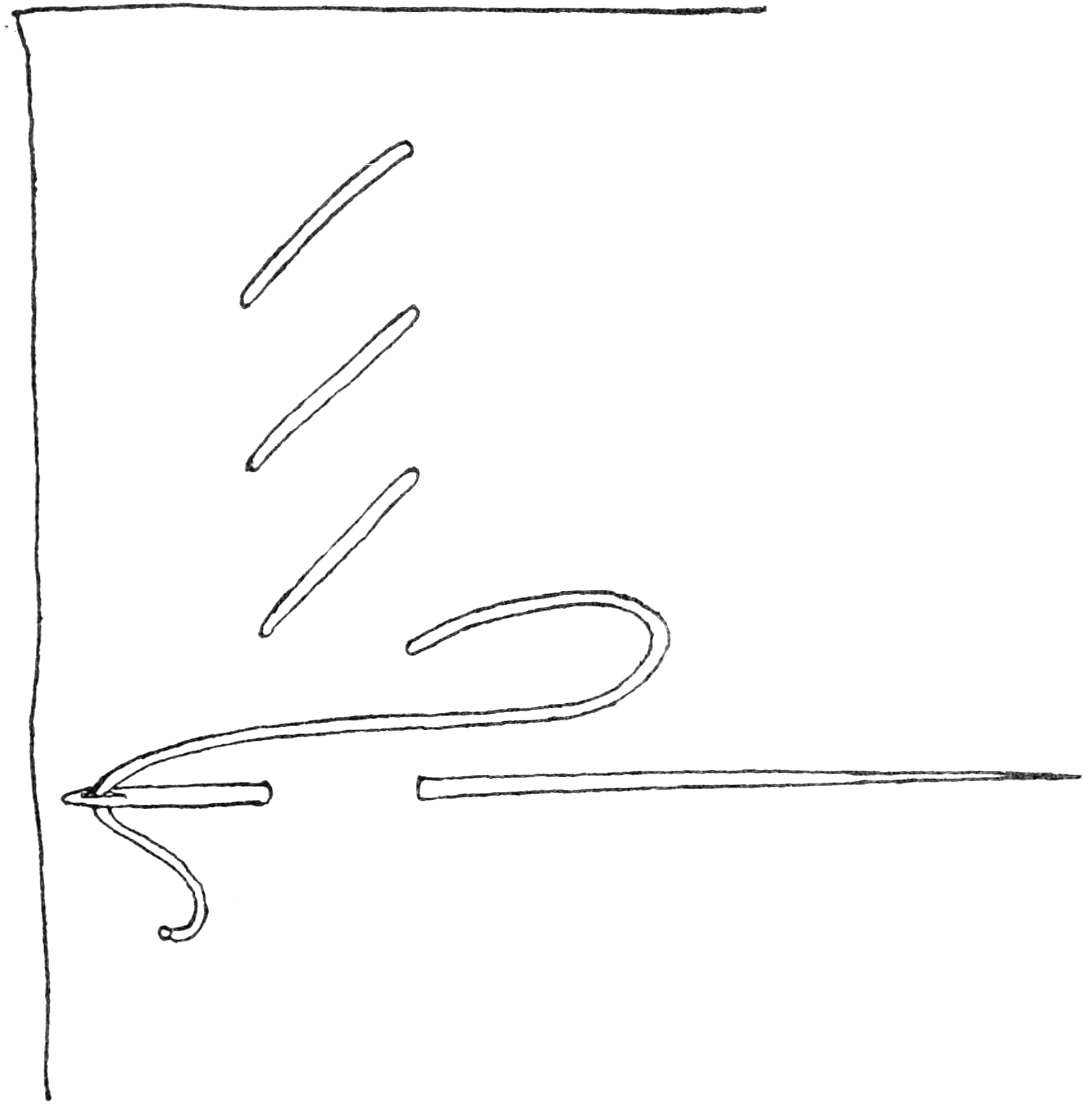
Basta en diagonal

El hilván, basta o bastilla es un punto de costura que suele utilizarse para unir provisionalmente piezas de tela durante las fases iniciales de elaboración de una prenda.

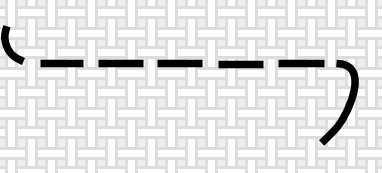
Puntadas de hilván

Se realiza normalmente con un hilo simple excepto en el caso de tejidos particularmente gruesos, como la tela de mezclilla. Consta de puntadas regulares, que atraviesan los dos tejidos a unir y que no miden más de un centímetro, aunque la longitud puede variar  dependiendo del tipo de tejido o del tamaño de las dos piezas.
Para esta puntada se suele utilizar un hilo especial llamado hilo de hilvanar; es importante que el hilo quede tenso, pero sin estirar la tela. Puesto que el hilvanado es solo provisional y se retira al acabar la prenda, se puede realizar en hilo de cualquier color, aunque es habitual escoger un color que contraste con el del tejido.